# Igor Walerjewitsch Andrejew
Igor Walerjewitsch Andrejew (russisch Игорь Валерьевич Андреев; * 14. Juli 1983 in Moskau, Russische SFSR) ist ein ehemaliger russischer Tennisspieler. Seit 2018 ist er Kapitän des Fed-Cup-Teams der Russian Tennis Federation.

## Karriere
Andrejew gewann 2002 seine ersten Titel auf Future-Turnieren, unter anderem in Vierumäki (Finnland) im Endspiel gegen den Schweden Robin Söderling. Beim Challenger-Turnier in Braunschweig erreichte er 2003 erstmals ein Finale auf der Challenger Tour, das er gegen Werner Eschauer aus Österreich in zwei Sätzen verlor.
Ein Turnier der ATP Tour spielte Andrejew erstmals im September 2003 in Bukarest, wo er im Achtelfinale gegen José Acasuso ausschied. Als er beim ATP-Turnier in Moskau 2003 das Viertelfinale erreichte, gelang ihm mit Platz 97 der Sprung unter die besten 100 Spieler der Welt. Sein erstes ATP-Finale bestritt er 2004 in Gstaad; gegen den Weltranglistenersten Roger Federer konnte er zwar einen Satz aber nicht das Match gewinnen.
Am 11. April 2005 gewann Andrejew in Valencia schließlich seinen ersten ATP-Titel. Nachdem er im Viertelfinale bereits den favorisierten Rafael Nadal besiegt hatte, war er auch im Finale gegen David Ferrer erfolgreich. Im September 2005 gewann er seinen zweiten ATP-Titel in Palermo auf Sand, indem er im Finale Filippo Volandri 0:6, 6:1 und 6:3 bezwang. Einen Monat später folgte Titel Nummer drei in seiner Heimatstadt Moskau (Endspielsieg über Nicolas Kiefer).
Neben seinen drei Titeln auf der ATP Tour erreichte Andrejew weitere sechsmal ein Finale. Im Doppel gewann er seinen einzigen Titel 2004 beim Turnier in Moskau, wo er im Jahr darauf noch einmal das Finale erreichte. Seine beste Platzierung in der Weltrangliste erreichte er im November 2008 mit Platz 18.
Andrejew galt als guter Sandplatzspieler; zwei seiner drei ATP-Turniersiege sowie drei seiner vier Future-Titel gewann er auf Sand. 2008 stand er mit Mixed-Partnerin Maria Kirilenko allerdings im Halbfinale des Rasen-Klassikers von Wimbledon. Sein bestes Abschneiden bei einem Grand-Slam-Turnier erreichte er auch auf Sand in Roland Garros 2007.
Andrejew spielte auch in 15 Begegnungen für die russische Davis-Cup-Mannschaft, für die er eine Bilanz von 14:14 hat. Er trug maßgeblich dazu bei, dass Russland 2007 das Finale erreichte, wo sie den USA unterlagen.
Zum Saisonende 2013 beendete Igor Andrejew seine Profikarriere.

## Erfolge
| Legende (Anzahl der Siege)                       |
| Grand Slam                                       |
| Tennis Masters Cup ATP World Tour Finals         |
| ATP Masters Series ATP World Tour Masters 1000   |
| ATP International Series Gold ATP World Tour 500 |
| ATP International Series ATP World Tour 250 (4)  |
| ATP Challenger Tour (3)                          |

| Titel nach Belag |
| Hartplatz (1)    |
| Sand (2)         |
| Rasen (0)        |
| Teppich (1)      |

### Einzel

#### Turniersiege
| Nr. | Datum            | Turnier  | Belag       | Finalgegner      | Ergebnis       |
| --- | ---------------- | -------- | ----------- | ---------------- | -------------- |
| 1.  | 10. April 2005   | Valencia | Sand        | David Ferrer     | 6:3, 5:7, 6:3  |
| 2.  | 2. Oktober 2005  | Palermo  | Sand        | Filippo Volandri | 0:6, 6:1, 6:3  |
| 3.  | 16. Oktober 2005 | Moskau   | Teppich (i) | Nicolas Kiefer   | 5:7, 7:63, 6:2 |

#### Finalteilnahmen
| Nr. | Datum              | Turnier      | Belag     | Finalgegner       | Ergebnis           |
| --- | ------------------ | ------------ | --------- | ----------------- | ------------------ |
| 1.  | 11. Juli 2004      | Gstaad       | Sand      | Roger Federer     | 2:6, 3:6, 7:5, 3:6 |
| 2.  | 19. September 2004 | Bukarest (1) | Sand      | José Acasuso      | 3:6, 0:6           |
| 3.  | 18. September 2005 | Bukarest (2) | Sand      | Florent Serra     | 4:6, 3:6           |
| 4.  | 16. Januar 2006    | Sydney       | Hartplatz | James Blake       | 2:6, 6:3, 6:77     |
| 5.  | 13. Juli 2008      | Gstaad       | Sand      | Victor Hănescu    | 3:6, 4:6           |
| 6.  | 20. Juli 2008      | Umag         | Sand      | Fernando Verdasco | 6:3, 4:6, 6:77     |

### Doppel

#### Turniersiege

##### ATP World Tour
| Nr. | Datum            | Turnier | Belag         | Partner           | Finalgegner                    | Ergebnis      |
| --- | ---------------- | ------- | ------------- | ----------------- | ------------------------------ | ------------- |
| 1.  | 17. Oktober 2004 | Moskau  | Hartplatz (i) | Nikolai Dawydenko | Mahesh Bhupathi Jonas Björkman | 3:6, 6:3, 6:4 |

##### ATP Challenger Tour
| Nr. | Datum             | Turnier    | Belag     | Partner         | Finalgegner                      | Ergebnis       |
| --- | ----------------- | ---------- | --------- | --------------- | -------------------------------- | -------------- |
| 1.  | 26. Juli 2003     | Tampere    | Sand      | Dmitri Wlassow  | Ignacio Hirigoyen Nicolás Todero | 7:64, 6:1      |
| 2.  | 20. März 2004     | Boca Raton | Hartplatz | Dmitri Tursunow | Kenneth Carlsen Thomas Enqvist   | 6:3, 6:73, 7:5 |
| 3.  | 12. November 2011 | Genf       | Hartplatz | Jewgeni Donskoi | Jamie Cerretani Adil Shamasdin   | 7:61, 7:62     |

#### Finalteilnahmen
| Nr. | Datum            | Turnier | Belag         | Partner           | Finalgegner                | Ergebnis |
| --- | ---------------- | ------- | ------------- | ----------------- | -------------------------- | -------- |
| 1.  | 16. Oktober 2005 | Moskau  | Hartplatz (i) | Nikolai Dawydenko | Maks Mirny Michail Juschny | 1:6, 1:6 |